# Operation Faraway
Operation Faraway er navnet på den operation, hvor korvetten Olfert Fischer fra 1990 til 1991 deltog i den maritime blokade mod Irak i kølvandet på Iraks besættelse af Kuwait. Dette anses typisk for starten på Danmarks "aktivistiske" udenrigspolitik. 

## Den politiske baggrund
I 1989 var Berlinmuren faldet og Jerntæppet var i fuld opløsning, mens de gamle lande i Østblokken indførte demokrati og markedskræfter. Dette gav Danmark helt nye muligheder for at bryde med de bånd, som traditionelt havde hæmmet Danmark udenrigspolitisk og føre en mere "aktivistisk" udenrigspolitik, hvor "danske" værdier som demokrati og menneskerettigheder skulle promoveres af dansk diplomati. Målsætningen blev allerede knæsat i en tale holdt af udenrigsminister Uffe Ellemann-Jensen (V) i april 1989. Chancen kom med Iraks besættelse af Kuwait den 2. august 1990. I begyndelsen foreslog udenrigsministeren ret beskedent, at Danmark kunne aflaste andre lande ved at sende krigsskibe til andre steder i Europa, så de i stedet kunne sende skibe til Golfen. Men efterhånden blev han mere ambitiøs og ønskede en egentlig dansk flådeindsats. Synspunktet blev bakket op af chefen for Søværnets Operative Kommando (SOK), admiral Hans Jørgen Garde og departementschefen i Forsvarsministeriet, Michael Christiansen. I regeringen (som på det tidspunkt bestod af de Konservative, Venstre og det Radikale Venstre )var der hos nogle betydelig utilfredshed med udenrigsministerens ageren og den dengang ret nye radikale politiker Marianne Jelved beskyldte ham for at "kuppe" sig til, at sende et krigsskib af sted. Efter at FN's sikkerhedsråd havde opfordret medlemslandene til at sende krigsskibe til Golfen den 25. august 1990 blev et beslutningsforslag (B81) fremlagt i Folketinget og den 31. august vedtog et flertal i Folketinget at udsende et krigsskib.

## Forberedelser
Det var ikke nemt uden videre at sende en dansk korvet af Niels Juel-klassen til Golfen. Danmark havde kun få år forinden lagt sine sidste fregatter i mølposen og de største skibe var nu kun korvetterne, der imidlertid var bygget til forhold i Østersøen. Olfert Fischer måtte derfor sendes til Svendborg Værft for at ombygges i hast inden afrejsen den 12. september 1990 og bl.a. blive forsynet med aircondition, da temperaturen i Golfen nemt kunne komme op på 45 grader celsius. Hvad der normalt ville tage uger at forberede skulle nu gøres på en brøkdel af den tid. Eksempelvis blev korvettens besætning undervejs til Golfen uddannet i brug af Stinger-missiler til nærforsvar mod kampfly. Dette var et helt nyt våben i Forsvaret og kun få år forinden havde ledende forsvarspolitikere afvist, at danske soldater overhovedet egnede sig til at bruge den slags våben. Stinger-missilerne blev i hast udlånt af den hollandske flåde, mens forsvarsminister Knud Enggaard måtte ordne den politiske del af sagen med socialdemokraterne og de radikale, så det ikke skabte politiske problemer. Olfert Fischer blev i øvrigt ledsaget i Golfen af et norsk støtteskib ved navn Andenes, der havde samme størrelse (men ikke bevæbning) som en fregat. 

## Forholdsordren
Skønt korvetten skulle operere langt fra den forventede krigszone var det danske Forsvar bekymret for, at irakiske fly bevæbnet med missiler kunne flyve langs den iranske kyst og angribe skibe langs hele Den Persiske Golf. Derfor blev skibet holdt i højt beredskab og SOK indførte treholds-vagtsskifte for at følge situationen. Den demokratiske kontrol var meget stringent og korvetten måtte kun forfølge skibe (der blev formodet at bryde embargoen mod Irak) efter tilladelse fra SOK. Ville et skib mistænkt for at bryde FN's embargo ikke stoppe var brug af våbenmagt kun tilladt i begrænset grad: Først skulle der affyres tre varselsskud, dernæst skud tættere på for at reducere skibes manøvrerevner. Skibet skulle dog ikke direkte beskydes og besætningen måtte ikke komme i fare. Særlige hændelser skulle straks meldes til de politiske myndigheder i Forsvarsministeriet, mens mere rutineprægede hændelser kunne ordnes med et "ugentligt signal". 

## Selve operationen
Korvetten opererede i begyndelsen vest for Hormuzstrædet. Senere blev korvetten flyttet tættere på Irak og Kuwait, hvilket også bragte skibet tættere på den potentielle slagmark. Der var en del anspændte situationer når det blev meddelt, at amerikanske fly på såkaldte CAP-missioner (Combat Air Patrols) opfangede og afviste irakiske fly over Golfen. Eller for den sags skyld iranske fly, som også blev betragtet som potentielt fjendtlige. Beredskabet om bord på skibet blev opretholdt ved at afholde jævnlige øvelser, som på den måde holdt besætningen oppe på mærkerne og hindrede dem i at henfalde til rutine-tjeneste. Da Golfkrigen brød ud den 17. januar 1991 blev skibet trukket længere væk fra kampzonen og skibet fik nu folkeretlig status som "ikke-krigsførende", da Danmark ikke aktivt ville medvirke til krigen om at befri Kuwait. 

## Status
Den 15. september 1991 vendte Olfert Fischer tilbage til Danmark efter afslutningen på operation Faraway. Operationen havde varet 368 dage. Skønt korvetten aldrig kom i kamp fik søværnet værdifulde erfaringer i gennemførelsen af internationale operationer. Blandt andet gennemførelsen af en maritim embargo mod en stat og gennemførelse af boardingoperationer. Besætningen lærte at arbejde i højt beredskab under fremmede himmelstrøg i lange patruljeperioder. Dette skulle vise sig at være nyttigt for de opgaver, som søværnet kom til at udføre senere i halvfemserne, bl.a. overfor Jugoslavien. Rent politisk betød Olfert Fischer meget, da den markerede et skift i dansk udenrigspolitik og for første gang en deltagelse i en maritim embargo mod en fremmed stat. Dette var det første konkrete eksempel på den nye udenrigspolitik Danmark begyndte at føre efter den kolde krig, hvor brug af militære styrker indgik som en naturlig del.